# LUC
LUC (für large unstained cells; deutsch: große ungefärbte Zellen) ist ein Begriff aus der Hämatologie und bezeichnet diejenigen Blutzellen eines Blutbildes, die mit der meist verwendeten Technik, der automatisierten Färbung und Zählung, nicht eindeutig erfasst werden können.
LUCs sind peroxidase-negative Zellen, die mit der gängigen Färbetechnik nicht angefärbt werden können. In der Praxis sind dies Virozyten, Stammzellen und vergrößerte Lymphozyten/Plasmazellen. Eine Erhöhung des relativen LUC-Wertes kann auf einige Krankheiten hinweisen, wie beispielsweise die Infektiöse Mononukleose, Cytomegalie, Leukämie.
Oft wird das Akronym LUC fälschlicherweise, obgleich von der Bedeutung her richtig, als large uncountable cells bezeichnet.